# .ch
.chはインターネットのドメイン名システムにおける国別コードトップレベルドメイン（ccTLD）の一つ。スイスに割り当てられている。このドメインは、SWITCH Information Technology Servicesが管理している。1987年から使用できるようになった。 
ドメイン名の.chは他のccTLDsと同様、ISO 3166-2でスイスに割り当てられたコードに基づいている。これはラテン語のConfœderatio Helvetica（ヘルヴェティア（スイス）人の連合）に由来するが、4つのスイスの公用語に関する中立性のためである。
また「ch」の文字列が「チャンネル」の略称であるため、「○○チャンネル」という名称のウェブサイトでの使用例もある。
国際化ドメインの登録は、2004年3月から始まった。

## 中国のドメインマーケット
.chはいくつかの理由から中国のドメイン投資家の注目を集めている。EuropeID.comによれば、.chには価値のある英語のキーワードや略記とその数字との組み合わせのドメイン名が多数残されている。この要因としては、.chを扱うレジストラの多くがドイツにあるためである。また、200万のドメインが.chの下に登録されているが、その多くはヨーロッパのマーケットを目的としたもので、中国語など他の言語をラテン文字で表記した際に価値の高いドメイン名が普通の価格で登録できるためである。

## ドメインのハック
英語の単語は"ch"で終わるものが多いため、最後の1音節を表すために.chドメインがよく使用される。たとえば、Techcrunchのはtcrn.chドメインを持つ。.chドメインは他の言語のドメイン名登録にも使用され、たとえば、ドイツ語の「チェス」を表す単語のために使われている。

## .swiss
スイスの環境交通郵政省（OFCOM）は、.swissドメインの登録を2015年9月7日に開始した。これは伝統的な.ch TLDを補助するためのものである。ドメイン登録の申し込みをするためには「スイスで法人登録を行い、法人の物理的な管理主体がスイスにあること（"registered place of business and a physical administrative base in Switzerland"）」が必要とされる。